# Minkowa Machala

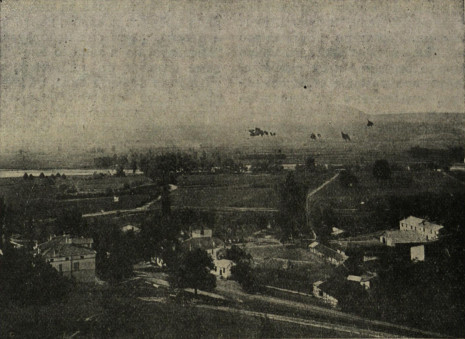
Minkowa Machala, um 1928

Minkowa Machala (bulgarisch Минкова махала) war ein mindestens von 1880 bis 1952 betriebenes Landgut und agro-industrielles Kombinat im heutigen Kwartal Ogosta (Квартал Огоста) in der Nähe von Bojtschinowzi und Montana im Nordwesten Bulgariens.

## Geschichte

### Landgut
Das Landgut entstand während der osmanischen Herrschaft und gehörte einem prominenten Türken, der es für seine Dienste für das Osmanische Reich erhalten hatte. Nach dem Russisch-Osmanischen Krieg, ging das Gut 1880 in den Besitz der Bulgaren über. Mit einer Fläche von mehr als 5 Hektar war das Landgut zumindest für bulgarische Verhältnisse ein großer Bauernhof.

### Landwirtschaftlicher Betrieb

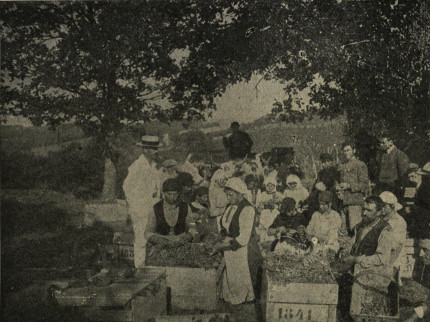
Weinlese in Minkowa Machala, um 1928

Anfang des 20. Jahrhunderts wurden Spas Haritow und sein jüngerer Bruder Rafael Charitow (Спас и Рафаел Харитов), die Ingenieur-Abschlüsse an der Technischen Universität München erworben hatten, Eigentümer und Verwalter des Landguts. Inspiriert von der Landbewirtschaftung in Deutschland, unternahmen sie enorme Anstrengungen, um einen modernen landwirtschaftlichen Betrieb zu schaffen, der in der Zeit zwischen den beiden Weltkriegen die Produktion von Getreide und Futterpflanzen, Weinreben, Obst, Gemüse, Blumen steigerten und gute Standards der Tierhaltung und Milchproduktion schufen.
Die Brüder Charitow bauten eine moderne Mühle, ein Wasserkraftwerk, eine Feldbahn sowie Be- und Entwässerungsanlagen. Das Land auf des landwirtschaftlichen Betriebs wurde mit Maschinen bearbeitet, die Besitzer setzten Lohnarbeiter ein und verkauften ihre Produkte auf dem in- und ausländischen Markt. Beim Septemberaufstand 1923 kam es in Minkova Mahala zu harten Auseinandersetzungen.
Die Errungenschaften von Minkowa Machala machten es zu einem Vorzeigeobjekt für Agronomen an der Landwirtschaft Interessierte. Der Geschäftsbetrieb litt jedoch unter systematischer Unterfinanzierung und im März 1944 wurde sein Vermögen dem Landwirtschaftsministerium übertragen. Trotz der Schwierigkeiten gelang es den Brüdern Charitow zu zeigen, dass es in Bulgarien möglich war, einen großen kapitalistischen Bauernhof zu schaffen, der Landwirtschaft nach europäischem Typ pflegte.

### Landwirtschaftliches Kombinat
1948 wurden die beiden Landgüter und ihre industriellen Anlagen, die den Gebrüdern Charitow und Roponski gehörten, vereint und unter dem Namen Minkova Mahala Kombinat verstaatlicht. Die industrielle Planungskommission errichtete um das Kombinat herum eine neue Siedlung. Sie lag in der Nähe der Bahnstation Bojtschinowzi, 16 Kilometer nördlich von Michailowgrad (früher und heute Montana, früher auch Ferdinand). Die Siedlung wurde eines der landwirtschaftlichen und industriellen Zentren Bulgariens und war, unüberprüften Aussagen eines gebildeten bulgarischen Emigranten zufolge, für eine Bevölkerung von 26.000 Einwohnern ausgelegt, hauptsächlich Ingenieure, Handwerker, Arbeiter und Künstler.
1948 wurde mit dem Bau von Wohnungen für jeweils 30 Familien begonnen, und bis Januar 1952 waren bereits einige hundert Wohnungen entstanden. Im Jahre 1949 wurde die Mühle, die früher den Gebrüdern Charitow gehört hatte, vergrößert und mit 10 Rundmahlanlagen ausgestattet, die aus Ungarn importiert wurden. Ein ungarischer Vorarbeiter war für die 2000 Arbeiter verantwortlich, die beim Bau der Fabrik beschäftigt waren.
Ein um 1952 in Betrieb genommenes Wasserkraftwerk lieferte über die Freileitung elektrischen Strom mit einer Spannung 6000 Volt an die Mühle. Etwa 500 Arbeiter des staatlichen Arbeitsdienstprogamms (Trudowaken) waren unter der Leitung von zwei sowjetischen Ingenieuren mit dem Bau beschäftigt.

### Lebensmittelfabrik
Die Konservenfabrik, die vor der Verstaatlichung ebenfalls den Gebrüdern Haritow gehört hatte, wurde vergrößert und mit aus Parma in Italien, importierten Maschinen ausgestattet. Ein italienischer Ingenieur wurde eingestellt, um den Aufbau zu überwachen. Die Fabrik war in vier Zweige aufgeteilt, die um 1952 pro Jahr folgende Produktionsmengen verarbeiteten:
| Produkt                | Produktionsmenge |
| ---------------------- | ---------------- |
| Fleischkonserven       | 4000 t           |
| Tomatenkonserven       | 3000 t           |
| Dosenmilch/Milchpulver | 3500 t           |
| Tiefkühlfleisch        |                  |

Die Produkte wurden in die Sowjetunion und in die Tschechoslowakei exportiert. In der Nähe der Lebensmittelfabrik gab es moderne Stallungen für die Tierzucht. 600 Montbéliard-Kühe wurden dafür aus der Schweiz importiert. Im 5 km entfernten Dorf Erden wurden 50.000 Schweine gehalten. In den 1950er Jahren sollten eine Makkaroni-Fabrik und eine Zuckerfabrik errichtet werden.

## Feldbahn
Der landwirtschaftliche Betrieb und das spätere Kombinat waren über eine 2 km lange Feldbahn mit der Bahnlinie bei Bojtschinowzi verbunden.

## Administrative Umbenennungen
Am 12. Juni 1962 wurde die Siedlung Minkowa Machala in Ogosta (Огоста) umbenannt. Am 17. September 1974 war die Siedlung Ogosta bereits weitgehend verlassen und verfallen und wurde zusammen mit dem Dorf Bojtschinowzi zur Stadt Bojtschinowzi vereint.